# Mazuření
Mazuření je zejména v polštině vyslovování sykavek š, ž, č, dž jako s, z, c, dz. Taková výslovnost se vyskytuje hlavně na Mazurách, v Malopolsku a na severu Slezska, podobný jev lze ale pozorovat, byť v omezeném rozsahu, také v dolnolužičtině nebo některých ruských nářečích.
Vývoj probíhal zřejmě podle řetězce š > s' > s. Mazuření se rozšířilo pod vlivem staropruštiny, ve které je konsekventně s místo š, z místo ž apod. (např. prusiskai prusky, por. lit. prusiškai).
Mazuření je výsledkem tendence ke zjednodušení tří sykavkových řad staropolštiny. V jiných polských nářečích se tato tendence projevila splynutím řad š, ž, č, dž a ś, ź, ć, dź, jehož výsledkem jsou sykavky poloměkké (např. na Jablunkovsku) nebo měkké (část Čadecka). V kašubštině došlo naopak k depalatalizaci ś, ź, ć, dź (s výsledkem podobným jako v češtině).